# École nationale vétérinaire, agroalimentaire et de l'alimentation, Nantes-Atlantique
La escuela nacional veterinaria, agroalimentaria y de la alimentación de Nantes-Atlántico, (en francés: École nationale vétérinaire, agroalimentaire et de l'alimentation, Nantes-Atlantique) llamada también Oniris u Oniris Nantes, es un establecimiento público francés de carácter científico, cultural, y profesional, bajo la tutela del ministerio de Agricultura de Francia encargado de la formación superior agrícola y veterinaria, fundado en Nantes.